# 3-я улица Бухвостова
3-я улица Бухвостова — улица в Москве, в районе Преображенское.

## Описание

### Происхождение названия
3-я Петровская улица и Улица Бухвостова переименована 7 июня 1922 года. Происхождение названия то же, что и 1-я улица Бухвостова.

### Расположение и транспортное обслуживание
3-я улица Бухвостова пролегает от Потешной до Краснобогатырской улицы. Общественный городской транспорт по 3-й улицы Бухвостова не проходит.

## Примечательные здания и сооружения
По 3-й улицы Бухвостова всего 2 здания — в обоих зданиях расположены компании и фирмы.